# Альтенфельд
Альтенфельд (нем. Altenfeld) — община в Германии, в земле Тюрингия.
Входит в состав района Ильм. Подчиняется управлению Гросбрайтенбах.  Население составляет 1162 человека (на 31 декабря 2010 года). Занимает площадь 17,02 км².